# Antioco IV
(Polibio, Storie)
Antioco Epifane (in greco antico: Ἀντίοχος Ἐπιφανής?, Antíochos Epiphanḕs; 215 a.C. circa – novembre/dicembre 164 a.C.), conosciuto come Mitridate (in greco antico: Μιθριδάτης?) fino all'ascesa al trono e chiamato nella storiografia moderna Antioco IV, è stato un sovrano seleucide, figlio di Antioco III il Grande, che governò dal 175 a.C. fino alla sua morte.

## Biografia

### Giovinezza e salita al potere
Mitridate (poi Antioco) era l'ultimo figlio maschio di Antioco III, dunque il più lontano nella lista di successione. Infatti, mentre il fratello maggiore Antioco veniva investito di cariche importanti come comandante di cavalleria e viceré delle province orientali e al secondo figlio, Seleuco, era stato concesso di governare la Tracia come un dominio personale, a Mitridate non venne affidata nessuna carica pubblica. Tuttavia è probabile che abbia accumulato una certa esperienza militare al seguito del padre. In seguito alla Pace di Apamea (188 a.C.) il principe Seleucide fu inviato come ostaggio a Roma, dove fu trattato con onore. Qui fece amicizia con personaggi importanti quali Gaio Popilio Lenate, si appassionò agli spettacoli gladiatori e ammirò le istituzioni romane. In seguito il figlio di Seleuco IV, Demetrio, lo sostituì come ostaggio, dunque fu rilasciato e si trasferì ad Atene, dove divenne popolare e gli furono tributati persino dei decreti onorifici.
Nel 175 a.C. arrivò l'occasione che lo portò al potere: suo fratello Seleuco, allora re in carica, fu assassinato dal primo ministro Eliodoro. Antioco ottenne l'appoggio di Eumene II di Pergamo, che sperava, essendo da diverso tempo diffidente verso i Romani, di installare in Siria un re che li sostenesse contro l'invadenza politica romana. Con il supporto di Pergamo, Antioco uccise Eliodoro e soppresse la congiura: per questo fu chiamato dai Siriani Epiphanes ("colui che si manifesta"), in quanto con la sua manifestazione improvvisa aveva impedito che gli usurpatori prendessero controllo dell'impero. Inizialmente governò come coreggente e tutore di Antioco, figlio del fratello Seleuco IV; in seguito lo fece assassinare e divenne re a tutti gli effetti. Per legittimare ulteriormente la propria posizione, cambiò il proprio nome da Mitridate (nome tipicamente orientale) ad Antioco, nome di origine greca tipico dei re Seleucidi. Si preoccupò di stipulare subito un trattato di amicizia con i romani.

### La riorganizzazione del regno
Una delle sue prime imprese, riportata dal retore Libanio, fu la spedizione contro i banditi che infestavano la Cilicia. Questi briganti, che avevano il loro quartiere generale nei pressi del Monte Tauro, danneggiavano l'economia della regione, si davano alla pirateria e al commercio di schiavi. Con un'azione decisa, Antioco disperse i banditi, aprendo le strade ai mercanti e contribuendo dunque alla prosperità della regione; gli abitanti gli furono tanto grati da costruire una statua di bronzo in suo onore che lo raffigurava mentre domava un toro, che posero sul Monte Tauro.
Antioco concepiva infatti un ambizioso progetto di riforma ed espansione del regno, che si concretizzò con numerose iniziative sia nella politica interna che in quella esterna. Antioco infatti riprese la politica di fondazione di colonie militari elleniche (katoikie) per tutto il regno, già attuata proficuamente dai suoi avi per controllare il territorio e ottenere reclute elleniche da fare combattere nella falange macedone. Sappiamo infatti che fece stabilire numerosi coloni greci a Babilonia (della quale fu considerato come un secondo fondatore), la cui gestione venne affidata al satrapo Timarco (mentre suo fratello Eraclione divenne ministro del tesoro), e che ricostruì la città di Charax Spasinu, devastata da un'inondazione, e vi collocò il satrapo Hyspaosines. Tentò inoltre di ellenizzare la regione della Giudea, costruendo a Gerusalemme ginnasi e palestre e affidando il sacerdozio a uomini di fiducia, come Giasone, ebreo ellenizzato, affinché gli ebrei si integrassero nella società ellenica. Infatti in seguito rese Gerusalemme (rinominata Antiochia in proprio onore) una polis con gli stessi diritti di una città ellenica. Abbellì la città di Antiochia con uno splendido tempio a Zeus e costruì un quarto quartiere, popolato dai coloni, chiamandola Epiphania in proprio onore. Forse a imitazione del senato romano costruì inoltre un Bouleuterion, ovvero una sorta di "parlamento": in questo luogo tutti i consiglieri e i cittadini facoltosi erano convocati per discutere riguardo alla gestione del regno.
Dopo avere riorganizzato il regno e affidato i compiti più importanti a uomini di fiducia, Antioco cominciò a riformare l'esercito, trascurato dal suo predecessore, che non affrontava mai guerre. Innanzitutto introdusse nel regno i giochi gladiatori che aveva ammirato a Roma, comprando a caro prezzo gladiatori o addestrandone di suoi: se inizialmente la popolazione ellenica rimase scandalizzata, non essendo abituata a spettacoli tanto cruenti, molti giovani tuttavia rimasero entusiasti e si appassionarono alle armi e all'arte militare. Inoltre fece addestrare 5000 uomini della sua guardia reale a combattere come legionari romani, equipaggiandoli con cotte di maglia e armi simili a quelle romane. Avendo vissuto per molto tempo a Roma, Antioco dovette aver ammirato e conosciuto a fondo l'arte militare romana, al punto da far sì che il suo esercito si aprisse a influenze latine. Fece sì che l'esercito fosse meno dipendente dai mediocri reparti ausiliari offerti dalle satrapie e rafforzò invece la falange che divise in Calcaspidi (scudi di bronzo), Creusaspidi (scudi d'oro) oltre ai tradizionali Argheiraspidi (scudi d'argento), affiancandola a reparti specialistici di mercenari come truppe leggere Tracie e fanteria d'assalto celtiche, oltre a rafforzare la già ottima cavalleria Seleucide. Infine, violando le clausole della Pace di Apamea, costruì una potente flotta e importò i pericolosi elefanti da guerra.
Nonostante queste lucide e brillanti iniziative, il re dimostrò subito un carattere stravagante e irrazionale. Infatti il re era solito vagare per la città, in compagnia di due o tre amici, parlando con la gente comune, o andando a discutere di lavori manuali con gli artigiani nelle loro botteghe; era solito regalare ai suoi ospiti più ricchi giocattoli per bambini o fette di torta, mentre con doni preziosissimi rendeva ricchi dei miserabili. Era famoso per le sue burle: ad esempio, in un bagno pubblico rovesciò in testa a un uomo che il giorno precedente aveva detto di invidiare i profumi di cui disponeva il re un intero barile colmo di essenza profumate, che si sparsero sul pavimento, facendo scivolare per terra sia il re che l'uomo, nell'ilarità generale. Aveva fama di essere ubriacone, lussurioso e dedito alle gozzoviglie: queste stranezze gli procurarono il soprannome di Epimanes ("il pazzo"), gioco di parole con il suo titolo di Epiphanes. Tuttavia era anche noto per la generosità dei suoi doni e i finanziamenti per la costruzione di templi e opere pubbliche, che procurarono grande prestigio al regno.

### Guerra con l'Egitto
Più tardi Antioco dovette affrontare l'ennesimo capitolo della annosa "questione della Celesiria": infatti questa ricca regione, corrispondente all'odierno Libano e alla Palestina, era reclamata sia dai Seleucidi che dai Tolomei, che se la contesero in una lunga serie di guerre dette Guerre siriache. Nel 200 a.C. Antioco il Grande, padre di Epifane, era riuscito finalmente a conquistarla dopo aver sconfitto le forze Tolemaiche nella Battaglia di Panion. I Tolomei non avevano tuttavia abbandonato le loro pretese sulla regione e alla corte di Alessandria i ministri del giovane Tolomeo VI pianificavano di riconquistarla, considerando l'occupazione Seleucide ingiusta e sostenendo che spettasse per diritto dinastico alla dinastia tolemaica. Dunque in Egitto erano in corso preparativi per la guerra imminente. Appena Antioco venne a sapere delle intenzioni dei Tolomei, inizialmente tentò di giocarsi la carta diplomatica inviando un ambasciatore di nome Meleagro a Roma per protestare: tuttavia anche Tolomeo mandò un legato per giustificare la volontà dei Tolomei di rientrare in possesso della Celesiria. Vedendo che la diplomazia non avrebbe portato a molto, nel 170 a.C. Antioco decise di lanciare un attacco preventivo in Egitto.
Gli Egiziani avevano fatto male i loro calcoli: mentre i ministri e comandanti Tolemaici erano del tutto inesperti di faccende militari e circondati da incompetenti, l'esercito riformato e ottimamente organizzato da Antioco diede ottima prova di sé: infatti la spedizione fu un completo successo. Sconfitti gli Egizi in una prima battaglia, ordinò magnanimamente di non massacrarli mentre erano in rotta, ma solo di farli prigionieri. La decisione si rivelò lungimirante, in quanto i soldati Egizi presero Antioco in simpatia e cominciarono a disertare. In seguito, violando spregiudicatamente una tregua, Antioco sbaragliò l'armata Tolemaica presso Pelusio, divenendo in sostanza padrone d'Egitto. Tuttavia Antioco fu clemente con il giovane Tolomeo VI: quando lo ebbe in suo potere, si accontentò che gli venisse pagato un tributo e che i consiglieri che lo avevano convinto a dichiarargli guerra venissero uccisi. Nel frattempo la popolazione di Alessandria, trovando Tolomeo VI incapace di governare, aveva nominato re suo fratello, Tolomeo VIII.
Antioco promise a Tolomeo VI che lo avrebbe aiutato a riprendersi il trono e lo mise a capo di una sorta di protettorato con capitale Menfi. In realtà Antioco sperava che i due fratelli, facendosi la guerra, avrebbero indebolito il regno, rendendolo di fatto un protettorato Seleucide. Tuttavia, quando Antioco tornò a casa soddisfatto, i due fratelli, per evitare di diventare meri burattini di Antioco si misero d'accordo per governare assieme, vanificando i piani di Antioco. Nel 168 a.C. Antioco scese inferocito un'altra volta in Egitto, deciso a mettere fine una volta per tutte alla dinastia Tolemaica. Sconfitte ancora le deboli forze nemiche, il Seleucide entrò trionfalmente a Menfi dove si fece incoronare re d'Egitto con una cerimonia in pieno stile faraonico; poi colse i frutti della sua vittoria saccheggiando le prospere città d'Egitto "come nessuno dei suoi antenati era riuscito a fare". Nel frattempo la sua flotta occupava Cipro. Il secolare regno Tolemaico sembrava ormai a un passo dal crollo, mentre Antioco già festeggiava la grande vittoria assumendo l'epiteto di Nikator, "il vittorioso".
Mentre ormai le forze Seleucidi stavano assediando Alessandria, Antioco dovette affrontare un inaspettato cambio di programma. I Tolomei, ormai disperati, avevano fatto appello ai Romani perché salvassero il regno. I Romani non vedevano assolutamente di buon occhio la crescente potenza di Antioco e temevano che se egli fosse riuscito a conquistare l'Egitto sarebbe diventato potente oltre misura, diventando un pericolo per la stessa Repubblica. Dunque inviarono ad Antioco una delegazione capeggiata da Gaio Popilio Lenate, vecchio amico di Antioco da quando era stato ostaggio a Roma. Antioco lo stava per salutare cordialmente, ma Popilio troncò nettamente i saluti intimandogli di ritirare le forze dall'Egitto. Antioco rispose che ci avrebbe dovuto riflettere coi suoi consiglieri. Popilio dunque gli disegnò attorno sulla sabbia un cerchio, dicendogli "pensaci qua dentro". Era inteso che se Antioco fosse uscito dal cerchio senza aver dato ordine di ritirare le truppe, sarebbe entrato in guerra con Roma. Antioco non aveva nessuna intenzione di lasciare perdere l'Egitto, ma venuto a conoscenza del fatto che il re Perseo di Macedonia era stato battuto dai Romani, e forse spaventato dalla prospettiva di affrontare coloro che avevano sconfitto il re macedone, accettò di ritirarsi. Solo allora Popilio gli strinse la mano. Questo evento divenne noto con il nome di giorno di Eleusi. Questo evento mostrò meglio di ogni altro che ormai l'età di grandezza dei regni ellenistici era finita: ora, erano i Romani a decidere il bello e il cattivo tempo sulla politica del Mediterraneo, e che neppure un uomo dotato come Antioco sarebbe stato in grado di cambiare le cose.

### Gli ultimi anni: la ribellione dei Maccabei e la spedizione in Oriente
Di ritorno dalla spedizione in Egitto, Antioco si fermò a Gerusalemme e la saccheggiò, sterminò gran parte della popolazione, rapinò gli arredi sacri del tempio e proibì la pratica della religione ebraica. Le ragioni di questo gesto efferato non sono chiare: secondo alcuni, volle punire i Giudei dell'atteggiamento ambiguo che avrebbero avuto nella guerra contro l'Egitto; secondo altri, una sommossa organizzata dal ex sommo sacerdote Giasone lo indusse a castigare la popolazione; è pure possibile che avesse constatato la refrattarietà degli ebrei all'ellenizzazione e volesse dunque procedere a un regime più duro; forse fu la semplice avidità che lo spinse ad impadronirsi del tesoro del Tempio. Dopo aver costruito una grande fortezza sulla sommità di Gerusalemme, chiamata akra, consacrò il Tempio a Giove Olimpo, introducendovi una sua statua e costringendo le élite ebraiche a fare sacrifici in onore delle divinità pagane.
Una volta tornato ad Antiochia organizzò nel villaggio di Dafne, sede abituale delle grandi feste organizzate dai Seleucidi, una fastosa parata militare, dove fece sfoggio non solo del suo potente esercito, ma anche di un lusso straordinario. La festa durò trenta giorni, con la distribuzione di grandi quantità di cibo e unguenti e furono mostrate innumerevoli immagini dedicate a ogni dio, semidio o eroe venerato sulla terra. Furono anche organizzati spettacoli gladiatori e artistici: gli autori antichi definiscono questa parata il più grande festeggiamento mai organizzato. Lo scopo di questi grandiosi eventi, più ricchi della già magnifica parata voluta da Lucio Emilio Paolo per celebrare il suo trionfo sui Macedoni, era di mettere in ombra l'insuccesso politico della spedizione in Egitto esibendo forza e ricchezza.
Il brutale tentativo di sradicare la religione ebraica portò allo scoppio di una rivolta capeggiata dal sacerdote osservante Mattatia, che coi suoi figli e numerosi seguaci, si diede alla macchia organizzando una guerriglia contro le forze Seleucidi. Alla sua morte per vecchiaia, la direzione della ribellione fu affidata a suo figlio, Giuda Maccabeo, condottiero energico e carismatico che ottenne i primi decisivi successi contro i Seleucidi. Nessuno degli strateghi mandati da Antioco riuscì a neutralizzare i ribelli, collezionando anzi una serie di sconfitte. 
Le vicende sono raccontate: con un linguaggio ermetico, simbolico e apocalittico, nel libro biblico di Daniele e nei due libri,  deuterocanonici della Bibbia cattolica, dei Maccabei, per quanto non sempre in modo storicamente accurato. I primi due libri dei Maccabei riportano ad esempio tre diversi scenari - tra loro inconciliabili e tutti storicamente infondati - riguardo alla morte di re Antioco IV Epifane: per le conseguenze di una caduta da un carro da guerra oppure in seguito a una profonda crisi depressiva o, infine, assassinato dai sacerdoti della dea Nanea; Antioco IV morì, in realtà, in Tabe di Persia, malato di tisi. Anche in merito alla cronologia relativa alla morte di Epifane e alla purificazione del tempio, riportato nei primi due libri dei Maccabei, si osserva che "su questo punto è da preferire l'ordine di 2Mac (9: morte Epifane; 10: purificazione tempio), benché anch'esso non sia indenne da confusioni (per es. le lettere del c.11)".
Tuttavia per Antioco la Giudea era uno scacchiere secondario: la vera ambizione del re era quella di ripristinare l'autorità Seleucide in tutto il Medio Oriente, ambizione che era già stata di suo padre. Sperava, attraverso questa spedizione, di riempire le casse dello Stato, svuotate dalla prodigalità del re e dai costi dell'esercito. Inizialmente marciò contro Artaxias I, che si era ribellato all'autorità Seleucide, si era dichiarato re di Armenia e aveva assemblato una potente armata per resistere alla reazione di Antioco. Ma il risultato non fu quello sperato.
Dopo aver riportato l'Armenia alla condizione di stato vassallo, Antioco proseguì la sua marcia verso oriente, con l'intenzione di distruggere il nascente regno dei Parti. Tuttavia dopo aver tentato senza successo di saccheggiare un tempio in Persia, morì di malattia.
Il regno di Antioco fu l'ultimo periodo di potenza dello Stato Seleucide: alla sua morte senza degni successori, il regnò andò formalmente ad un bambino, il figlio Antioco V Eupatore ed iniziarono una serie di guerre dinastiche che ne causarono il progressivo disfacimento.

## Ascendenza
|                        |                       |                       | Genitori            |  |  | Nonni |  |  | Bisnonni   |  |  | Trisnonni |  |
|                        |                       |                       |                     |  |  |       |  |  | Antioco II |  |  | Antioco I |  |
|                        |                       |                       |                     |  |  |       |  |  | Antioco II |  |  | Antioco I |  |
|                        |                       | Stratonice di Siria   |                     |  |  |       |  |  | Antioco II |  |  |           |  |
| Seleuco II             |                       |                       |                     |  |  |       |  |  | Antioco II |  |  |           |  |
|                        |                       | Laodice I             | …                   |  |  |       |  |  |            |  |  |           |  |
|                        |                       | Laodice I             | …                   |  |  |       |  |  |            |  |  |           |  |
|                        |                       | Laodice I             | …                   |  |  |       |  |  |            |  |  |           |  |
| Antioco III            |                       | Laodice I             |                     |  |  |       |  |  |            |  |  |           |  |
|                        |                       | Andromaco             | Acheo               |  |  |       |  |  |            |  |  |           |  |
|                        |                       | Andromaco             | Acheo               |  |  |       |  |  |            |  |  |           |  |
|                        |                       | Andromaco             | Apama I             |  |  |       |  |  |            |  |  |           |  |
| Laodice II             |                       | Andromaco             |                     |  |  |       |  |  |            |  |  |           |  |
|                        |                       | …                     | …                   |  |  |       |  |  |            |  |  |           |  |
|                        |                       | …                     | …                   |  |  |       |  |  |            |  |  |           |  |
|                        |                       | …                     | …                   |  |  |       |  |  |            |  |  |           |  |
| Antioco IV             |                       | …                     |                     |  |  |       |  |  |            |  |  |           |  |
|                        | Ariobarzane del Ponto | Mitridate I del Ponto |                     |  |  |       |  |  |            |  |  |           |  |
|                        | Ariobarzane del Ponto | Mitridate I del Ponto |                     |  |  |       |  |  |            |  |  |           |  |
|                        | Ariobarzane del Ponto | …                     |                     |  |  |       |  |  |            |  |  |           |  |
| Mitridate II del Ponto | Ariobarzane del Ponto |                       |                     |  |  |       |  |  |            |  |  |           |  |
|                        |                       | …                     | …                   |  |  |       |  |  |            |  |  |           |  |
|                        |                       | …                     | …                   |  |  |       |  |  |            |  |  |           |  |
|                        |                       | …                     | …                   |  |  |       |  |  |            |  |  |           |  |
| Laodice III            |                       | …                     |                     |  |  |       |  |  |            |  |  |           |  |
|                        |                       | Antioco II            | Antioco I           |  |  |       |  |  |            |  |  |           |  |
|                        |                       | Antioco II            | Antioco I           |  |  |       |  |  |            |  |  |           |  |
|                        |                       | Antioco II            | Stratonice di Siria |  |  |       |  |  |            |  |  |           |  |
| Laodice                |                       | Antioco II            |                     |  |  |       |  |  |            |  |  |           |  |
|                        |                       | Laodice I             | …                   |  |  |       |  |  |            |  |  |           |  |
|                        |                       | Laodice I             | …                   |  |  |       |  |  |            |  |  |           |  |
|                        |                       | Laodice I             | …                   |  |  |       |  |  |            |  |  |           |  |
|                        |                       | Laodice I             |                     |  |  |       |  |  |            |  |  |           |  |

### Riferimenti
1. ↑   Polybius, Histories, book 28, Antiochus IV. Epiphanes, su perseus.tufts.edu, Perseus Project. URL consultato il 26 ottobre 2015.
2. ↑  Polybius 29.27.4, Livy 45.12.4ff.
3. ↑   2Mac9,7-28; 1Mac6,8-16; 2Mac1,13-16, su laparola.net..
4. ↑   1Mac6,1-17; 2Mac9,1-29; 10,1-8, su laparola.net..